# Marnehuizen
Marnehuizen is een militair oefendorp in het Nederlandse militair oefenterrein Marnewaard en behoort bij de Willem Lodewijk van Nassaukazerne. Het dorp is gebouwd als bezuiniging om ervoor te zorgen dat Nederlandse militairen niet langer naar Duitsland of Engeland hoeven om te trainen. Het dorp maakt realistische training in stadsoorlog mogelijk en de militaire naam is dan ook 'Urban Training Centre'. Het oefendorp wordt ook door de brandweer, politie, Mobiele Eenheid en door buitenlandse strijdkrachten en anti-terreureenheden (zoals de DSI en de FBI) gehuurd voor oefeningen, al dan niet in samenwerking met de Nederlandse defensie.

## Het oefendorp

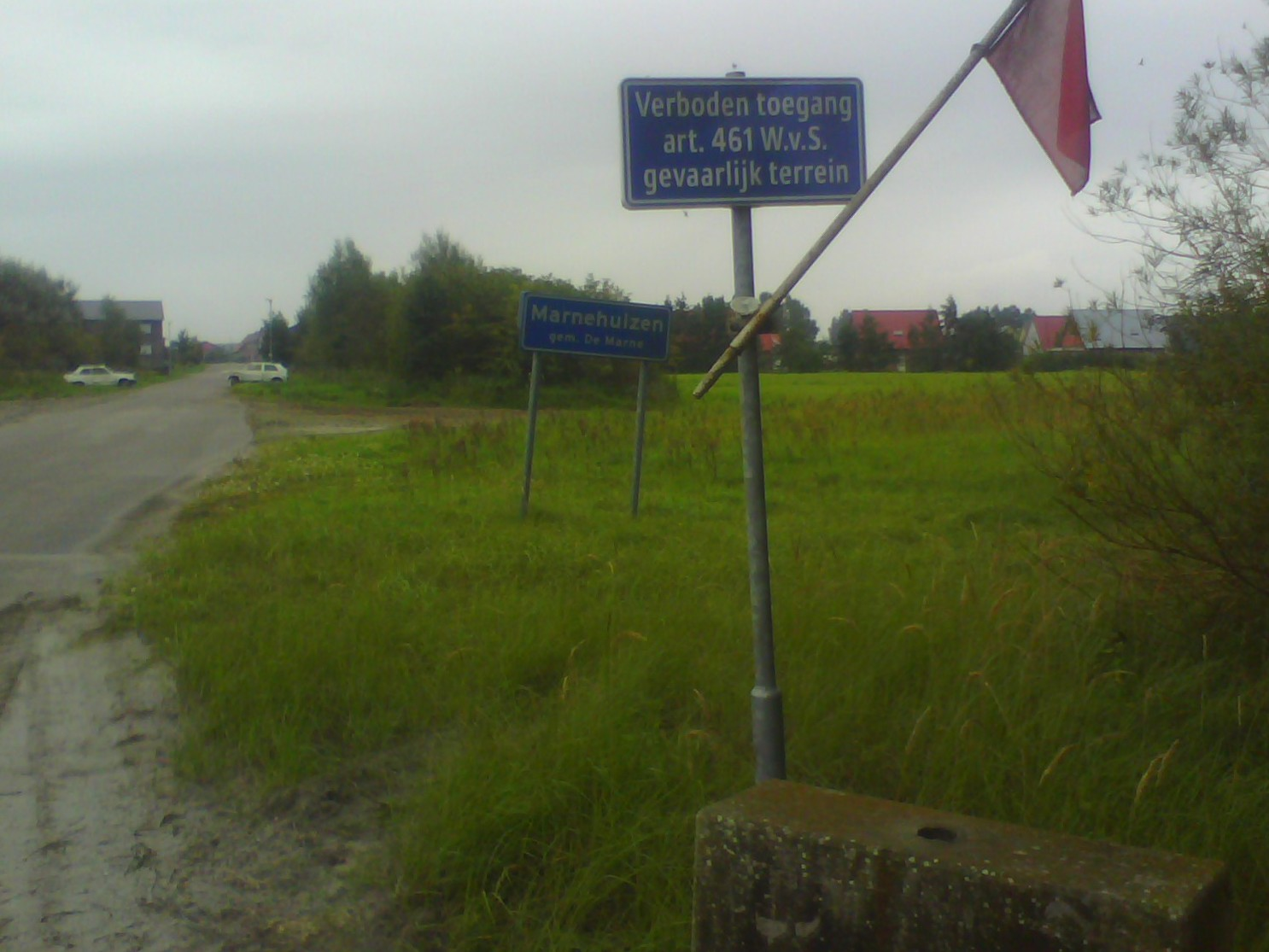
Een van de ingangen naar het oefendorp

In de jaren 1980 werden de eerste plannen gemaakt voor de bouw van een 'ruïnedorp'. De bouw van het oefendorp startte in 1990. Er werden toen 17 huizen gebouwd; kale casco's zonder opsmuk omringd door een enkel autowrak. In de jaren 1990 groeide bij defensie als gevolg van de Joegoslavische Burgeroorlog de behoefte aan een mogelijkheid om het leger te kunnen trainen in stadsgevechten.
Een uitbreiding werd gepland in 1997, maar door herschikking van prioriteiten binnen de krijgsmacht werd dit uitgesteld. In 1998 werd een weg aangelegd naar het oefendorp en tussen 2001 en 2002 verrezen nog eens ruim 100 panden. De kosten hiervan bedroegen 28 miljoen gulden (13 miljoen euro). Het dorp telt sindsdien 122 objecten waaronder een aantal huizen, een stuk spoorweg met een station, een gemeentehuis, bank, winkels, supermarkt, tankstation, loodsen en een ondergronds rioolstelsel. Een kerk ontbreekt omdat het hoogste gebouw slechts 8 meter hoog mocht worden. De straten zijn vernoemd naar straten in Rotterdam waar door het Nederlandse leger in de meidagen voorafgaand aan het bombardement op Rotterdam succesvol weerstand werd geboden tegen de Duitse bezetter. Om te voorkomen dat vandalen het dorp onveilig maken (wat bij het eerste kleine dorp wel incidenteel gebeurde) of vrijende stelletjes de gebouwen betreden zijn rondom het oefendorp verbodsborden geplaatst en de huizen voorzien van luiken. Het oefenterrein is voor burgers verboden terrein.
Militairen kunnen in het dorp realistisch trainen in de technieken van het stadsvechten. Hierbij hebben ze beschikking over een laser-systeem van Saab; een geavanceerde vorm van lasergamen. De laser wordt op het wapen geplaatst en reageert op de werking van de afsluiter. Vervolgens reageren de detectoren op het vest en de helm en kan er een kill gemaakt worden of een wounded.
Vlak langs Marnehuizen, door het militair oefenterrein, loopt een wandelroute (onderdeel van de Europese wandelroute E9).

## Andere oefendorpen
Nederland telt naast Marnehuizen nog een oefendorp op het Veluwse Infanterie Schietkamp Harskamp genaamd Oostdorp, maar met 34 huizen is dit oefendorp beduidend kleiner. Daarnaast heeft de ME een oefendorp bij het Brabantse dorp Ossendrecht (Politie Instituut voor Openbare Orde en Gevaarsbeheersing). Vergelijkbare dorpen in het buitenland zijn bijvoorbeeld Copehill Down (Verenigd Koninkrijk), Brikby (Denemarken) en Medina Jabal en Medina Wasl (Verenigde Staten - Mojavewoestijn).
Hoofdplaats: Uithuizen

Dorpen: Adorp · Den Andel · Baflo · Bedum · Eenrum · Eppenhuizen · Hornhuizen · Houwerzijl · Kantens · Kloosterburen · 't Lage van de Weg · Lauwersoog · Leens · Leenstertillen · Lutjewolde · Mensingeweer · Molenrij · Niekerk · Noordwolde · Oldenzijl · Onderdendam · Onderwierum · Oosteinde · Oosternieland · Pieterburen · Rasquert · Rodewolt · Roodeschool · Rottum · Saaxumhuizen · Sauwerd · Startenhuizen (deels) · Stitswerd · Tinallinge · Uithuizermeeden · Ulrum · Usquert · Vliedorp · Vierhuizen · Warffum · Warfhuizen · Wehe-den Hoorn · Westerdijkshorn · Westernieland · Wetsinge · Winsum · Zandeweer · Zoutkamp · Zuidwolde · Zuurdijk

Buurtschappen, gehuchten, wierden en buurten: 1e Nijhoezen · 2e Nijhoezen · 't Aagt · Abbeweer · Alinghuizen · Arwerd · Barnegaten · Bellingeweer · Bethlehem · Beusum · Bokum · Breede · Broek · Het Bultje · De Dingen · De Raken · De Vennen · Den Haver · Deikum · Doodstil · Douwen · Duisterwinkel · Eelswerd · Eemshaven · Elens · Ellerhuizen · Ernstheem · Ewer · Grijssloot · Groot Maarslag · Groot Wetsinge · De Haar · Hammeland · Den Hander · Harssens · Hefswal · Hekkum · Helwerd · Heuvelderij · Hiddingezijl · Holwinde · De Hoogte · De Horn · De Houw · 't Houweel · De Hucht · Kaakhorn · Katershorn · Kattenburg · Klei · Kleine Huisjes · Klein Garnwerd · Klein Maarslag · Klein Wetsinge · Kolham · Koningslaagte · Koningsoord · De Knijp · Kruisweg · Lutje Marne · Lutke Saaxum · Maarhuizen · (Marnehuizen) · Menkeweer · Menneweer · Midhalm · Midhuizen · Nijenklooster · Noordpolder · Noordpolderzijl · Obergum · Oldenzijl · Oldorp · Oosterhorn · Oosterhuizen (Eenrum) · Oosterhuizen (Zuidwolde) · Oudedijk · Oudeschip · Paapstil · Panser · Plattenburg · Polen · Ranum · Reidland · Roodehaan · Schapehals · Schaphalsterzijl · Schilligeham · Schouwen · Schouwerzijl · Sint Annerhuisjes · 't Stort · De Streek · Takkebos · Ter Laan · Tijum · Valcum · Valom · Wadwerd · Walsweer · Westerhorn (De Marne) · Westerhorn (Hogeland) · Westerklooster · Westpolder · Wierhuizen · Wierum · 't Wildeveld · Willemsstreek · Zevenhuizen